# Cigaritis lohita
Cigaritis lohita is een vlinder uit de familie van de Lycaenidae. De wetenschappelijke naam van de soort is voor het eerst gepubliceerd in 1829 door Thomas Horsfield.

## Verspreiding
De soort komt voor in India, Sri Lanka, Vietnam, Cambodja, Indonesië en Taiwan.

## Ondersoorten
- Cigaritis lohita lohita (Horsfield, 1829)
- Cigaritis lohita batina (Fruhstorfer, 1912)
  - = Aphnaeus lohita batina Fruhstorfer, 1912
  - = Spindasis lohita batina (Fruhstorfer, 1912)
- Cigaritis lohita formosana (Moore, 1877)
  - = Aphnaeus formosanus Moore, 1877
  - = Aphnaeus syama formosana
  - = Aphnaeus syama formosanus
  - = Spindasis lohita formosana
- Cigaritis lohita himalayanus (Moore, 1884)
  - = Aphnaeus himalayanus Moore, 1884
  - = Aphnaeus lohita himalayanus
- Cigaritis lohita lazularia (Moore, 1881)
  - = Aphnaeus lazularia Moore, 1881
  - = Aphnaeus lohita lazularia
- Cigaritis lohita panasa (Fruhstorfer, 1912)
  - = Aphnaeus lohita panasa Fruhstorfer, 1912
  - = Spindasis lohita panasa (Fruhstorfer, 1912)
- Cigaritis lohita senama (Fruhstorfer, 1912)
  - = Aphnaeus lohita senama Fruhstorfer, 1912
  - = Spindasis lohita senama (Fruhstorfer, 1912)
- Cigaritis lohita zebrinus (Moore, 1884)
  - = Aphnaeus zebrinus Moore, 1884
  - = Spindasis lohita milleri Corbet, 1940
  - = Spindasis lohita zebrina (Bryk, 1946)